# جرمن گریر
جرمن گریر (انگلیسی: Germaine Greer؛ زاده ۲۹ ژانویهٔ ۱۹۳۹) نویسنده و فمینیست استرالیایی است که به عنوان یکی از صداهای اصلی جنبش موج دوم فمینیسم در نیمه دوم قرن بیستم شناخته می‌شود.
او که متخصص در ادبیات انگلیسی و زنان است، در انگلستان در دانشگاه واریک و کالج نیونهام در کمبریج و در ایالات متحده در دانشگاه تولسا سمت‌های آکادمیک داشته است. او که از سال ۱۹۶۴ در بریتانیا مستقر است، زمان خود را از دهه ۱۹۹۰ بین کوئینزلند، استرالیا، و خانه خود در اسکس، انگلستان تقسیم کرده است.
ایده‌های گریر از زمانی که اولین کتاب او، خواجه زن (۱۹۷۰) نام آشنای او را بر سر زبان‌ها انداخت، بحث و جدل ایجاد کرد. این کتاب که پرفروش‌ترین کتاب بین‌المللی و متنی نقطه عطف در جنبش فمینیستی است، ساختارشکنی نظام‌مندی از ایده‌هایی مانند زنانگی و زنانگی را ارائه می‌کند و استدلال می‌کند که زنان مجبور هستند نقش‌های تسلیم‌کننده در جامعه را برای تحقق فانتزی‌های مردانه در مورد آنچه زن بودن مستلزم آن است، به عهده بگیرند.
کارهای بعدی گریر بر ادبیات، فمینیسم و محیط زیست متمرکز شده است. او بیش از ۲۰ کتاب نوشته است، از جمله جنسیت و سرنوشت (۱۹۸۴)، تغییر (۱۹۹۱)، کل زن (۱۹۹۹)، و پسر (۲۰۰۳). کتاب او در سال ۲۰۱۳، راش سفید: سال‌های جنگل بارانی، تلاش‌های او را برای احیای منطقه‌ای از جنگل‌های بارانی در دره Numinbah در استرالیا توصیف می‌کند. او علاوه بر فعالیت‌های آکادمیک و فعالیت‌های آکادمیک، در روزنامه‌های ساندی تایمز، گاردین، دیلی تلگراف، اسپکتیتور، ایندیپندنت، و اولدی، در میان دیگران، مقاله‌نویس پرکار بوده است.
گریر یک فمینیست آزادی‌خواه (یا رادیکال) است تا برابری.[a] هدف او برابری با مردان نیست، که او آن را همانندسازی و «موافقت با زندگی مردان غیرآزاد» می‌داند. او در «کل زن» (۱۹۹۹) نوشت: «رهایی زنان»، «پتانسیل زن را بر حسب بالفعل مرد نمی‌دید». او در عوض استدلال می‌کند که آزادی عبارت است از ابراز تفاوت و «اصرار بر آن به‌عنوان شرط خودتعریف و تعیین سرنوشت». این مبارزه ای است برای آزادی زنان برای «تعریف ارزش‌های خود، نظم دادن به اولویت‌های خود و تصمیم‌گیری در مورد سرنوشت خود»

## دوران اولیه زندگی و تحصیل

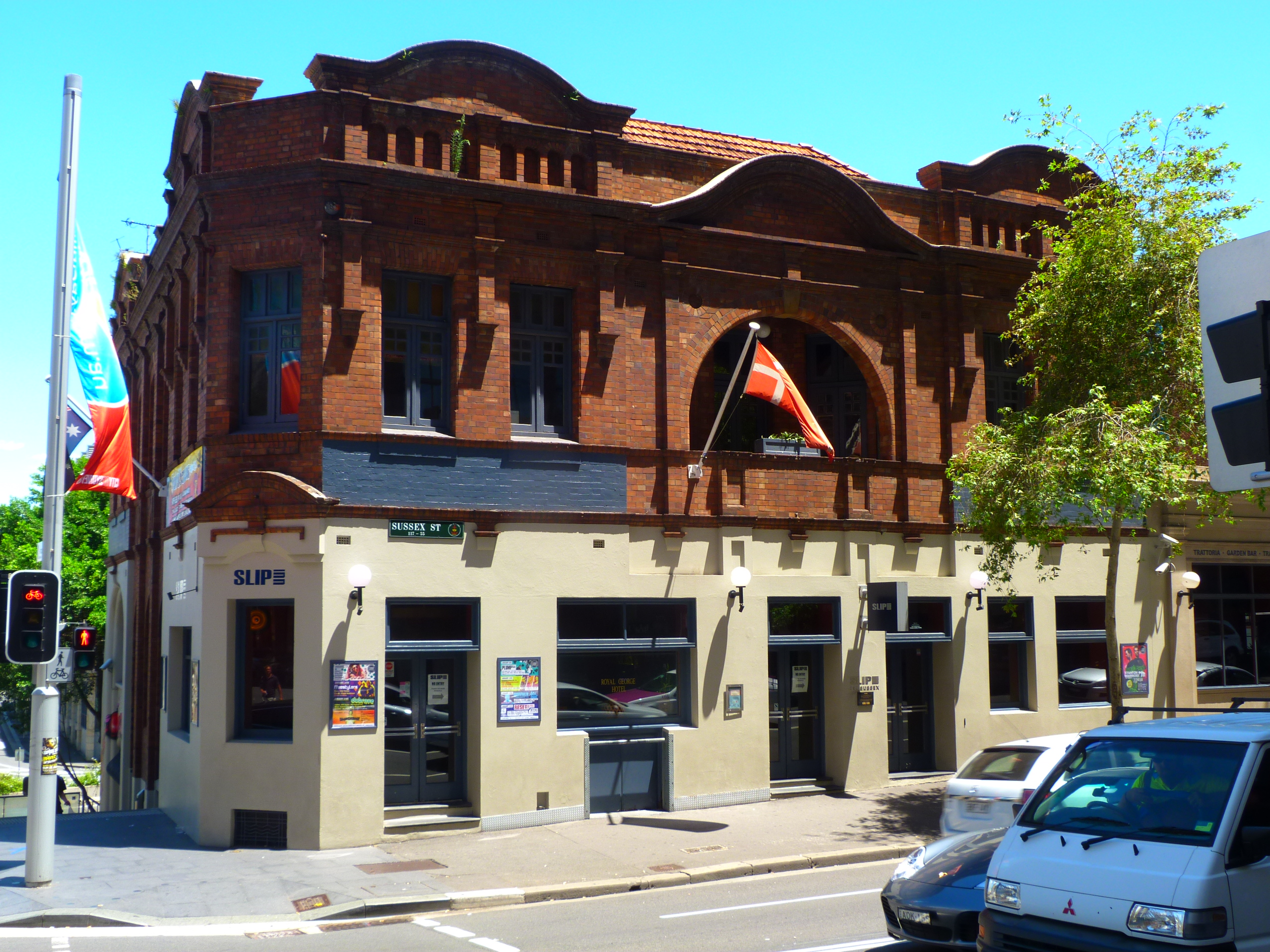
هتل، خیابان ساسکس، سیدنی

گریر در ملبورن در خانواده ای کاتولیک به دنیا آمد که دو دختر بزرگتر و پس از آن پسر بودند. پدرش خود را اریک رجینالد ("Reg") گریر می‌نامید. او به او گفت که در آفریقای جنوبی به دنیا آمده است، اما او پس از مرگ او فهمید که او رابرت همیلتون کینگ در لانستون، تاسمانی به دنیا آمد. او همچنین فهمید که او رابرت هنری ارنست هامبرت نامیده شده است. او و مادرش، مارگارت ("پگی") می لافرنک، در مارس ۱۹۳۷ ازدواج کرده بودند. رگ قبل از عروسی به کاتولیک گروید. پگی یک صنعتگر بود و رگ یک فروشنده تبلیغات در روزنامه. با وجود تربیت کاتولیک و یهودی‌ستیزی آشکار پدرش، گریر متقاعد شد که پدرش مخفیانه از میراث یهودی است. او معتقد بود که مادربزرگش زنی یهودی به نام راشل وایس بوده است، اما اعتراف می‌کند که احتمالاً این موضوع را از "اشتیاق شدید برای یهودی بودن" ساخته است. گریر علیرغم اینکه نمی‌دانست آیا اجداد یهودی دارد یا نه، "احساس یهودی" می‌کرد و شروع به درگیر کردن خود در جامعه یهودی کرد. او ییدیش را آموخت، به یک گروه تئاتر یهودی پیوست و با مردان یهودی قرار گرفت. گریر علاوه بر زبان انگلیسی، سه زبان اروپایی را تا سن ۱۲ سالگی آموخت.
خانواده در حومه ملبورن الوود، ابتدا در یک آپارتمان اجاره‌ای در خیابان داکر، نزدیک ساحل، سپس در آپارتمان اجاره‌ای دیگری در Esplanade زندگی می‌کردند. در ژانویه ۱۹۴۲، پدر گریر به دومین نیروی امپراتوری استرالیا پیوست. پس از آموزش با نیروی هوایی سلطنتی استرالیا، او روی رمزها برای نیروی هوایی سلطنتی بریتانیا در مصر و مالت کار کرد. گریر از فوریه ۱۹۴۳ در مدرسه ابتدایی کاتولیک سنت کلمبا در الوود تحصیل کرد - خانواده در آن زمان در ۵۷ جاده اورموند، الوود زندگی می‌کردند - به دنبال آن مدرسه کلیسای قلب مقدس، ساندرینگهام، و مدرسه رستگار مقدس، ریپونلیا.
در سال ۱۹۵۲ گریر بورسیه تحصیلی برای کالج ستاره دریا در گاردن ویل، مدرسه صومعه ای که توسط خواهران ارائه مریم مقدس اداره می‌شود، گرفت. یک گزارش مدرسه او را «در مطالعه و پاسخ‌های شخصی اش کمی دیوانه و تا حدودی نامنظم» نامید. گریر دوران کودکی خود را به عنوان «کسالتی که مدت‌ها به یاد می‌آورد» توصیف کرد و گفته است که مدرسه کاتولیک او بود که او را با هنر و موسیقی آشنا کرد. در آن سال، آثار هنری او در بخش زیر ۱۴ سال نمایشگاه هنر کودکان در گالری تای، که توسط اسقف اعظم مانیکس افتتاح شد، گنجانده شد. گریر دومین نتایج امتحانی بالاتر را در ایالت به دست آورد. یک سال پس از ترک مدرسه، گریر مذهب کاتولیک را ترک کرد، زیرا استدلال راهبه‌ها برای وجود خدا را متقاعدکننده نمی‌دانست. او در ۱۸ سالگی خانه را ترک کرد. او رابطه سختی با مادرش داشت که به گفته گریر احتمالاً به سندرم آسپرگر مبتلا بود. در سال ۲۰۱۲ او گفت که ممکن است برادرش او را به خاطر «ترک کردن» آنها ببخشد، اما در مورد خواهرش که «من بیش از هر کس دیگری روی زمین دوستش دارم» مطمئن نبود.